# إكس بانغ
إكس بانغ (بالإنجليزية: XPeng)‏ هي شركة سيارات صينية تقوم بتصنيع سيارات كهربائية يقع مقرها الرئيسي في غوانزو،الصين.ولديها مكتب في ماونتن فيو،الولايات المتحدة.الشركة مسجلة في بورصة نيويورك منذ 27 أغسطس 2020.

## وصلات خارجية
الموقع الرسمي